# Zofia Rogoszówna
Zofia Rogoszówna (ur. w 1881 lub 1882 w Nowym Siole pod Stryjem, zm. 10 maja 1921 w Szczawnicy) – polska pisarka dla dzieci, tłumaczka i poetka. Zapoczątkowała adaptowanie utworów ludowych w literaturze dla dzieci.

## Życiorys

Ostoja, herb rodziny Rogoszów.

Zofia Rogoszówna urodziła się w Nowym Siole pod Stryjem w 1881 lub 1882, starsze źródła podają rok 1890.
Ojciec pisarki Józef Rogosz znany był jako publicysta i pisarz. Zofia, podtrzymując rodzinne tradycje, zajęła się pisarstwem. Wydała kilkanaście książek dla młodszych dzieci, wykazując głębokie zrozumienie dziecka, oryginalność pomysłów, duże poczucie humoru i wysoki poziom literacki. Swoją działalność traktowała jako pracę oświatową na rzecz nie tylko dzieci, ale i ich opiekunów.
W 1909 (lub 1911) ogłosiła Pisklęta, zbiór prekursorskich opowiadań czerpiących znacznie z prozy psychologicznej przełomu XIX i XX w., traktujący o małych dzieciach, przeznaczony bardziej dla dorosłych niż dla ich pociech. Pod wspólnym tytułem znalazły się tu utworki takie jak: Jędruś – historia wiejskiego chłopca, pełna prostego humoru sytuacyjnego, Jureczek – opowiadający o tym, w jaki sposób budzi się świadomość dziecka wychodzącego z okresu niemowlęctwa, czy też Haluśka – szkic o wrażliwej i obdarzonej bogatą wyobraźnią dziewczynce, wychowywanej w środowisku artystów. Młoda pisarka dała w nich wyraz przenikliwej znajomości psychiki małych bohaterów.
W 1911 wydała powieść dla starszych dzieci pt. Dziecinny dwór. Utwór czyta się z przyjemnością, szczególnie ze względu na dobrze zarysowane sylwetki dziecięcych bohaterów. W opiniach niektórych krytyków utwór wzbudzał jednak swego czasu zastrzeżenia co do wartości pedagogicznych.
Jako pierwsza wprowadziła do literatury drobne utwory ludowe, przeznaczone dla dzieci i wydała je w trzech zbiorach: Sroczka kaszkę warzyła (1920), Klituś bajduś (1920 lub 1925) i Koszałki Opałki (1920 lub 1928). Zawierały one gadki, piosenki i zabawy dziecięce, spisane z ust ludu lub zaczerpnięte z wspomnień dzieciństwa. Rogoszówna rysuje się w nich jako wprawna zbieraczka wiejskiego folkloru. Dzięki niej znamy ludową wersję rymowanki Tańcowały dwa Michały, którą zaadaptował później Jan Brzechwa:
Tańcowała ryba z rakiem,
a pietruszka z pasternakiem;
cebula się dziwowała,
że pietruszka tańcowała.

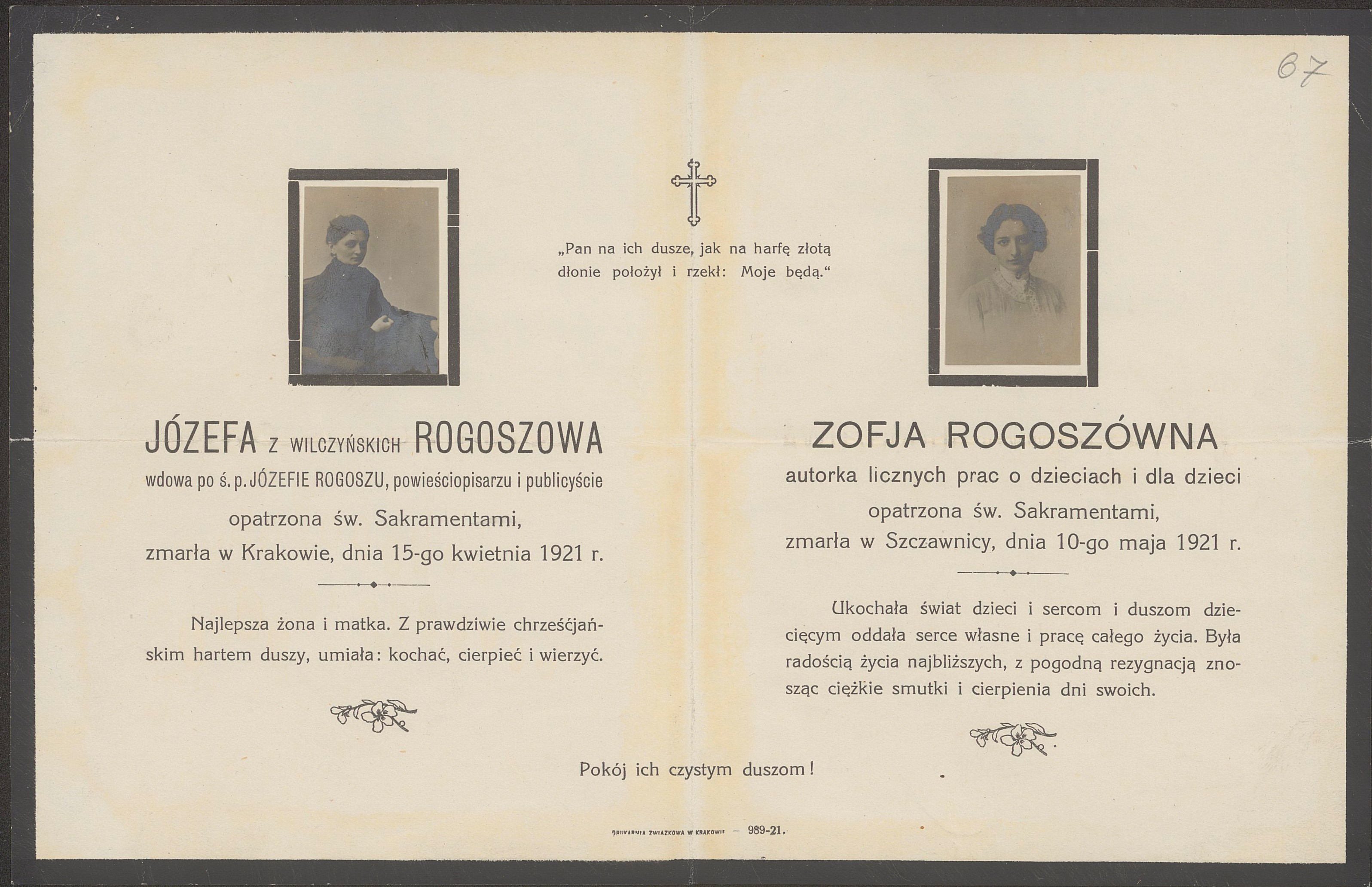
Nekrolog Zofii Rogoszówny. Kraków 1921.

Kolejna rymowanka jest dawną wersją zabawy:
Sroczka kaszkę warzyła
dzieci swoje karmiła:
Pierwszemu dała na miseczce,
drugiemu dała na łyżeczce,
trzeciemu dała w garnuszeczku,
czwartemu dała w dzbanuszeczku
a piątemu łeb urwała
i frrrrrr... do lasu poleciała.
czy też:
Gdzie jest wilk? – Za górą.
Co robi? – Gęsi drze.
Wśród tekstów zabaw zgromadzonych przez Rogoszównę jest wiele obscenów – roją się one od drastycznych wydarzeń i wątków miłosnych. Nie przeszkadza to jednak dzieciom w adaptowaniu ich do swoich potrzeb ludycznych.
W zbiorku Sroczka kaszkę ważyła znajduje się oryginalny wierszyk, zaczerpnięty wprost z folkloru wiejskiego, którego następne wersje – rymowanki są już tylko literacką adaptacją tego fragmentu:
Kaczka bieży po dolinie,
za nią kaczor w kożuszynie.
Czekaj kaczko,
dam ci cacko.
Nie postoję, bo się boję,
bym nie wlazła w torbę twoję.
Te trzy zbiorki Rogoszówny ujawniają zainteresowanie autorki światem dziecka i dziecięcym folklorem. Okazuje się, że to, co przetrwało w tradycji ludowej, bawiło od zarania dziejów i bawi do dziś. Ze względu na wierszowaną formę, melodyjność i rytmikę zagnieździło się w pamięci kolejnych pokoleń. Właściwości mnemotechniczne tych tekstów współgrają z potrzebą umysłowego treningu i rozwoju dzieci. Autorka we wstępie do zbiorku Sroczka kaszkę ważyła sama uzasadniła cele zbieractwa:

Gadki te mówione lub śpiewane były już prawdopodobnie radością lat niemowlęcych Jana z Czarnolasu, Brodzińskiego i Mickiewicza, a rozbrzmiewają po dziś dzień wszędzie, gdzie rozlega się dźwięk polskiej mowy – na Kujawach, Mazowszu i Śląsku, na Podhalu, Kaszubach i w ziemi Krakowskiej, w pałacu, dworze i chacie wieśniaczej, w izdebce robotnika i suterenie miejskiej, wszędzie, gdzie polska matka czy piastunka pochyla się nad dzieciątkiem, by utulić je w płaczu lub pobudzić do figlów i śmiechu [...] Skoro zatem powstały na polskiej ziemi, skoro zrodziła je miłość do dziecka, a humor ich, wdzięk i naiwna prostota przemawiają tak samo do duszy dzisiejszego dziecka, jak do dziecka dawnych czasów, pragnęłabym, by dotarły do każdego polskiego domu i wyrugowały zeń niezliczone wydawnictwa dla dzieci, którymi cudzoziemcy zalewają nas od dziesiątek lat.

Z przytoczonego cytatu wynika, że dla autorki nie było to zwyczajne zamiłowanie do zbieractwa, ale również chęć do wychowywania patriotycznego, do szerzenia wiedzy o bogactwie polskiego dorobku kulturowego – szczególnie tego, który przechował się pod strzechą. Był to także sposób na budzenie w dzieciach i rodzicach świadomości, że mimo długiej niebytności kraju polskiego na mapach, przetrwała nasza tożsamość narodowa – język, a z nim dowcip i zamiłowanie do dobrej zabawy.
Po wydaniu prekursorskich utworów Rogoszówny przez polską literaturę dziecięcą przetoczyła się fala adaptacji i publikacji utworów ludowych. Stało się to w owych czasach pewną modą, która powróciła w latach 50. XX w., wtedy też pojawiało się najwięcej wznowień prac autorów literatury dziecięcej czasów dwudziestolecia międzywojennego.
Dużą popularnością cieszyły się wielokrotnie wznawiane Dzieci pana majstra (1921) – wierszowane opowiadanie fantastyczne, odznaczające się żywą, barwną akcją. Treścią jego są przygody niesfornych dzieci majstra Tygodnia, za kradzież owoców w ogrodzie wróżki zamienionych w świnki i odczarowanych dzięki dzielności najmłodszej siostry Sobótki. Myśl pedagogiczna książki skupia się na zagadnieniu poszanowania cudzej własności. Język utworu jest chwilami niewolny od pewnych łatwizn i dłużyzn, lecz częściej okazuje się żywy i obrazowy. Książka, pełna humoru słownego, została opatrzona w barwne i wyraziste ilustracje Zbigniewa Rychlickiego.
Z utworów własnych Rogoszówny można wymienić jeszcze: Konfitury panny Michaliny ([911) i Wesołego ludka – zbiór krótkich realistycznych opowiadań prozą dla najmłodszych czytelników oraz wydane pośmiertnie: Pomyłkę jarzębią (1936) i Wesele Kuby (1936), a także napisane wespół z Józefiną Rogosz-Walewską opowiadanie Przez kolorowe okienko (1936).
Oprócz twórczości własnej i zbieractwa Rogoszówna uprawiała również przekład połączony z adaptacją. Na angielskim tekście oparła Przygody małego Murzynka i czterech łakomych tygrysów (1911). Przyswoiła w doskonałym tłumaczeniu kilka arcydzieł światowej literatury dla dzieci, m.in. O Gdakaczu, Gdakuli i Gdakuleńce Clemensa Brentano, Zazulkę Anatole’a France’a (wspólnie z Józefiną Rogosz-Walewską), Pierścień i Różę Williama Makepeace’a Thackeraya oraz Przygody Piotrusia Pana Jamesa Matthew Barriego.
Zofia Rogoszówna zmarła przedwcześnie 10 maja 1921 roku, w Szczawnicy. Pochowana została na cmentarzu Rakowickim w Krakowie.

## Lista dokonań literackich
- 1910 – Pisklęta (zbiór nowel)[1]
- 1911 – Dziecinny dwór (powieść)[2]
- 1911 – Przygody małego Murzynka i czterech łakomych tygrysów
- 1920 – Sroczka kaszę warzyła
- 1921 – Dzieci Pana Majstra (wierszowana bajka dla dzieci)
- 1920 lub 1925 – Klituś Bajduś
- 1920 lub 1928 – Koszałki Opałki. Gadki, piosenki i zabawy dziecięce
- 1911 – Konfitury panny Michaliny
- 1924 – Piosenki dziecięce (zbiór)
- 1926 – Wesoły ludek. 12 opowiadań dla małych dzieci
- 1936 – Pomyłka jastrzębia
- 1930 lub 1936 – Wesele Kuby
- 1936 – Przez kolorowe okienko (z Józefiną Rogosz-Walewską)
- 1938 – Uczta zwierząt[3]

Tłumaczenia:
- Clemens Brentano O Gdakaczu, Gdakuli i Gdakuleńce (1911)[4]
- Anatole France Zazulka (Abeille, wspólnie z Józefiną Rogosz-Walewską)
- William Makepeace Thackeray Pierścień i róża (The Rose and the Ring)
- James Matthew Barrie Przygody Piotrusia Pana (Peter Pan)